# Nagy-Britannia a 2018. évi téli olimpiai játékokon
Nagy-Britannia a dél-koreai Phjongcshangban megrendezett 2018. évi téli olimpiai játékok egyik részt vevő nemzete volt. Az országot az olimpián 11 sportágban 58 sportoló képviselte, akik összesen 5 érmet szereztek.

## Érmesek
| Érem  | Versenyző         | Sportág      | Versenyszám    |
| ----- | ----------------- | ------------ | -------------- |
| Arany | Elizabeth Yarnold | Szkeleton    | Női            |
| Bronz | Isabel Atkin      | Síakrobatika | Női slopestyle |
| Bronz | Billy Morgan      | Snowboard    | Férfi big air  |
| Bronz | Dominic Parsons   | Szkeleton    | Férfi          |
| Bronz | Laura Deas        | Szkeleton    | Női            |

## Alpesisí
Férfi
| Versenyző     | Versenyszám | 1. futam | 1. futam | 2. futam | 2. futam | Összesítés | Összesítés |
| Versenyző     | Versenyszám | Idő      | Hely.    | Idő      | Hely.    | Idő        | Helyezés   |
| ------------- | ----------- | -------- | -------- | -------- | -------- | ---------- | ---------- |
| Dave Ryding   | Műlesiklás  | 49,09    | 13.      | 51,07    | 9.       | 1:40,16    | 9.         |
| Laurie Taylor | Műlesiklás  | 51,08    | 27.      | 52,33    | 25.      | 1:43,41    | 26.        |

Női
| Versenyző     | Versenyszám      | 1. futam      | 1. futam      | 2. futam | 2. futam | Összesítés | Összesítés |
| Versenyző     | Versenyszám      | Idő           | Hely.         | Idő      | Hely.    | Idő        | Helyezés   |
| ------------- | ---------------- | ------------- | ------------- | -------- | -------- | ---------- | ---------- |
| Charlie Guest | Műlesiklás       | 55,44         | 42.           | 52,82    | 30.      | 1:48,26    | 33.        |
| Alex Tilley   | Óriás-műlesiklás | nem ért célba | nem ért célba | kiesett  | kiesett  | kiesett    | kiesett    |
| Alex Tilley   | Műlesiklás       | nem ért célba | nem ért célba | kiesett  | kiesett  | kiesett    | kiesett    |

Vegyes
| Versenyző                                           | Versenyszám | Nyolcaddöntő                     | Negyeddöntő             | Elődöntő          | Döntő             | Helyezés |
| Versenyző                                           | Versenyszám | Ellenfél Eredmény                | Ellenfél Eredmény       | Ellenfél Eredmény | Ellenfél Eredmény | Helyezés |
| --------------------------------------------------- | ----------- | -------------------------------- | ----------------------- | ----------------- | ----------------- | -------- |
| Dave Ryding Laurie Taylor Charlie Guest Alex Tilley | Vegyes      | Egyesült Államok (USA) · Gy 2*–2 | Norvégia (NOR) · V 2–2* | kiesett           | kiesett           | 5.       |

## Biatlon
Női
| Versenyző        | Versenyszám            | Időeredmény | Lövőhiba    | Helyezés |
| ---------------- | ---------------------- | ----------- | ----------- | -------- |
| Amanda Lightfoot | 7,5 km sprint          | 24:15,3     | 3 (2+1)     | 67.      |
| Amanda Lightfoot | 15 km egyéni indításos | 49:14,7     | 6 (2+1+0+3) | 73.      |

## Bob
Férfi
| Versenyző                                         | Versenyszám | 1. futam | 1. futam | 2. futam | 2. futam | 3. futam | 3. futam | 4. futam | 4. futam | Összesítés | Összesítés |
| Versenyző                                         | Versenyszám | Idő      | Hely.    | Idő      | Hely.    | Idő      | Hely.    | Idő      | Hely.    | Idő        | Helyezés   |
| ------------------------------------------------- | ----------- | -------- | -------- | -------- | -------- | -------- | -------- | -------- | -------- | ---------- | ---------- |
| Brad Hall* Joel Fearon                            | Kettes      | 49,37    | 7.       | 49,50    | 8.       | 49,67    | 17.      | 49,80    | 16.      | 3:18,34    | 12.        |
| Brad Hall* Greg Cackett Joel Fearon Nick Gleeson  | Négyes      | 49,25    | 19.      | 49,68    | 14.      | 49,64    | 17.      | 49,69    | 12.      | 3:18,26    | 17.        |
| Lamin Deen* Andrew Matthews Toby Olubi Ben Simons | Négyes      | 49,44    | 16.      | 49,45    | 19.      | 49,66    | =18.     | 49,74    | 15.      | 3:18,29    | 18.        |

Női
| Versenyző                | Versenyszám | 1. futam | 1. futam | 2. futam | 2. futam | 3. futam | 3. futam | 4. futam | 4. futam | Összesítés | Összesítés |
| Versenyző                | Versenyszám | Idő      | Hely.    | Idő      | Hely.    | Idő      | Hely.    | Idő      | Hely.    | Idő        | Helyezés   |
| ------------------------ | ----------- | -------- | -------- | -------- | -------- | -------- | -------- | -------- | -------- | ---------- | ---------- |
| Mica McNeill* Mica Moore | Kettes      | 50,77    | 6.       | 50,95    | 6.       | 51,16    | 11.      | 51,19    | 7.       | 3:24,07    | 8.         |

* – a bob vezetője 

Tartalékok: Sam Blanchet és Montell Douglas.

## Curling

### Férfi
- Kyle Smith
- Thomas Muirhead
- Kyle Waddell
- Cameron Smith
- Glen Muirhead

Csoportkör
| Nemzet           | Skip             | Gy | V | P+ | P- | Gy end | V end | Üres endek | Saját rabolt endek | Lökés % |
| ---------------- | ---------------- | -- | - | -- | -- | ------ | ----- | ---------- | ------------------ | ------- |
| Svédország       | Niklas Edin      | 7  | 2 | 62 | 43 | 34     | 28    | 13         | 8                  | 87%     |
| Kanada           | Kevin Koe        | 6  | 3 | 56 | 46 | 36     | 34    | 14         | 8                  | 87%     |
| Egyesült Államok | John Shuster     | 5  | 4 | 67 | 63 | 37     | 39    | 4          | 6                  | 80%     |
| Nagy-Britannia   | Kyle Smith       | 5  | 4 | 55 | 60 | 40     | 37    | 8          | 7                  | 82%     |
| Svájc            | Peter de Cruz    | 5  | 4 | 60 | 55 | 39     | 37    | 10         | 6                  | 83%     |
| Norvégia         | Thomas Ulsrud    | 4  | 5 | 45 | 54 | 32     | 36    | 6          | 6                  | 82%     |
| Dél-Korea        | Kim Chang-min    | 4  | 5 | 54 | 59 | 40     | 41    | 7          | 8                  | 82%     |
| Japán            | Morozumi Juszuke | 4  | 5 | 48 | 56 | 33     | 35    | 13         | 5                  | 81%     |
| Olaszország      | Joel Retornaz    | 3  | 6 | 50 | 56 | 37     | 38    | 15         | 7                  | 81%     |
| Dánia            | Rasmus Stjerne   | 2  | 7 | 53 | 70 | 36     | 39    | 12         | 5                  | 83%     |

1. 1 2  Nagy-Britannia és Svájc rájátszáson mérkőzött az elődöntőbe jutásért

| Sheet D                | 1 | 2 | 3 | 4 | 5 | 6 | 7 | 8 | 9 | 10 | 11 | VE |
| Svájc (de Cruz)        | 0 | 0 | 0 | 1 | 0 | 2 | 0 | 1 | 0 | 1  | 0  | 5  |
| Nagy-Britannia (Smith) | 0 | 0 | 1 | 0 | 1 | 0 | 1 | 0 | 2 | 0  | 1  | 6  |

| Sheet A                | 1 | 2 | 3 | 4 | 5 | 6 | 7 | 8 | 9 | 10 | VE |
| Kanada (Koe)           | 2 | 0 | 2 | 0 | 0 | 0 | 1 | 0 | 0 | 1  | 6  |
| Nagy-Britannia (Smith) | 0 | 1 | 0 | 0 | 1 | 1 | 0 | 1 | 0 | 0  | 4  |

| Sheet C                | 1 | 2 | 3 | 4 | 5 | 6 | 7 | 8 | 9 | 10 | VE |
| Nagy-Britannia (Smith) | 1 | 0 | 2 | 0 | 0 | 1 | 0 | 1 | 0 | 1  | 6  |
| Japán (Morozumi)       | 0 | 1 | 0 | 0 | 1 | 0 | 2 | 0 | 1 | 0  | 5  |

| Sheet B                | 1 | 2 | 3 | 4 | 5 | 6 | 7 | 8 | 9 | 10 | VE |
| Svédország (Edin)      | 1 | 0 | 0 | 2 | 0 | 3 | 0 | 0 | 2 | X  | 8  |
| Nagy-Britannia (Smith) | 0 | 2 | 1 | 0 | 2 | 0 | 0 | 1 | 0 | X  | 6  |

| Sheet A                | 1 | 2 | 3 | 4 | 5 | 6 | 7 | 8 | 9 | 10 | VE |
| Dél-Korea (Kim)        | 0 | 2 | 1 | 0 | 2 | 2 | 0 | 3 | 1 | X  | 11 |
| Nagy-Britannia (Smith) | 2 | 0 | 0 | 1 | 0 | 0 | 2 | 0 | 0 | X  | 5  |

| Sheet C                | 1 | 2 | 3 | 4 | 5 | 6 | 7 | 8 | 9 | 10 | 11 | VE |
| Olaszország (Retornaz) | 0 | 0 | 1 | 0 | 0 | 2 | 0 | 2 | 0 | 1  | 0  | 6  |
| Nagy-Britannia (Smith) | 2 | 0 | 0 | 1 | 0 | 0 | 2 | 0 | 1 | 0  | 1  | 7  |

| Sheet D                | 1 | 2 | 3 | 4 | 5 | 6 | 7 | 8 | 9 | 10 | VE |
| Nagy-Britannia (Smith) | 0 | 1 | 0 | 1 | 0 | 2 | 0 | 1 | 0 | 2  | 7  |
| Dánia (Stjerne)        | 1 | 0 | 1 | 0 | 2 | 0 | 1 | 0 | 1 | 0  | 6  |

| Sheet A                | 1 | 2 | 3 | 4 | 5 | 6 | 7 | 8 | 9 | 10 | VE |
| Nagy-Britannia (Smith) | 3 | 1 | 0 | 2 | 0 | 3 | 1 | X | X | X  | 10 |
| Norvégia (Ulsrud)      | 0 | 0 | 2 | 0 | 1 | 0 | 0 | X | X | X  | 3  |

| Sheet B                    | 1 | 2 | 3 | 4 | 5 | 6 | 7 | 8 | 9 | 10 | VE |
| Nagy-Britannia (Smith)     | 0 | 1 | 1 | 1 | 0 | 1 | 0 | 0 | X | X  | 4  |
| Egyesült Államok (Shuster) | 2 | 0 | 0 | 0 | 3 | 0 | 1 | 4 | X | X  | 10 |

Rájátszás
| Sheet D                | 1 | 2 | 3 | 4 | 5 | 6 | 7 | 8 | 9 | 10 | VE |
| Nagy-Britannia (Smith) | 2 | 0 | 0 | 2 | 0 | 0 | 0 | 1 | 0 | X  | 5  |
| Svájc (de Cruz)        | 0 | 1 | 0 | 0 | 2 | 1 | 0 | 0 | 5 | X  | 9  |

| Csapat         | Helyezés |
| -------------- | -------- |
| Nagy-Britannia | 5.       |

### Női
- Eve Muirhead
- Anna Sloan
- Vicki Adams
- Lauren Gray
- Kelly Schafer

Csoportkör
| Nemzet                     | Skip                 | Gy | V | P+ | P- | Gy end | V end | Üres endek | Saját rabolt endek | Lökés % |
| -------------------------- | -------------------- | -- | - | -- | -- | ------ | ----- | ---------- | ------------------ | ------- |
| Dél-Korea                  | Kim Eun-jung         | 8  | 1 | 75 | 44 | 41     | 34    | 5          | 15                 | 79%     |
| Svédország                 | Anna Hasselborg      | 7  | 2 | 64 | 48 | 42     | 34    | 14         | 13                 | 83%     |
| Nagy-Britannia             | Eve Muirhead         | 6  | 3 | 61 | 56 | 39     | 38    | 12         | 6                  | 79%     |
| Japán                      | Fudzsiszava Szacuki  | 5  | 4 | 59 | 55 | 38     | 36    | 10         | 13                 | 75%     |
| Kína                       | Wang Bingyu          | 4  | 5 | 57 | 65 | 35     | 38    | 12         | 5                  | 78%     |
| Kanada                     | Rachel Homan         | 4  | 5 | 68 | 59 | 40     | 36    | 10         | 12                 | 81%     |
| Svájc                      | Silvana Tirinzoni    | 4  | 5 | 60 | 55 | 34     | 37    | 12         | 7                  | 78%     |
| Egyesült Államok           | Nina Roth            | 4  | 5 | 56 | 65 | 38     | 39    | 7          | 6                  | 78%     |
| Olimpikonok Oroszországból | Viktorija Moiszejeva | 2  | 7 | 45 | 76 | 34     | 40    | 8          | 6                  | 76%     |
| Dánia                      | Madeleine Dupont     | 1  | 8 | 50 | 72 | 32     | 41    | 10         | 6                  | 73%     |

| Sheet B                                 | 1 | 2 | 3 | 4 | 5 | 6 | 7 | 8 | 9 | 10 | VE |
| Olimpikonok Oroszországból (Moiszejeva) | 0 | 1 | 0 | 0 | 2 | 0 | 0 | X | X | X  | 3  |
| Nagy-Britannia (Muirhead)               | 3 | 0 | 2 | 1 | 0 | 0 | 4 | X | X | X  | 10 |

| Sheet D                   | 1 | 2 | 3 | 4 | 5 | 6 | 7 | 8 | 9 | 10 | VE |
| Nagy-Britannia (Muirhead) | 1 | 0 | 0 | 2 | 0 | 0 | 0 | 1 | 0 | 0  | 4  |
| Egyesült Államok (Roth)   | 0 | 0 | 2 | 0 | 0 | 2 | 0 | 0 | 1 | 2  | 7  |

| Sheet A                   | 1 | 2 | 3 | 4 | 5 | 6 | 7 | 8 | 9 | 10 | 11 | VE |
| Kína (Wang)               | 0 | 1 | 0 | 3 | 0 | 1 | 0 | 1 | 0 | 1  | 0  | 7  |
| Nagy-Britannia (Muirhead) | 1 | 0 | 1 | 0 | 1 | 0 | 2 | 0 | 2 | 0  | 1  | 8  |

| Sheet D                   | 1 | 2 | 3 | 4 | 5 | 6 | 7 | 8 | 9 | 10 | VE |
| Dánia (Dupont)            | 1 | 0 | 1 | 0 | 1 | 0 | 1 | 0 | 1 | 1  | 6  |
| Nagy-Britannia (Muirhead) | 0 | 2 | 0 | 1 | 0 | 2 | 0 | 2 | 0 | 0  | 7  |

| Sheet C                   | 1 | 2 | 3 | 4 | 5 | 6 | 7 | 8 | 9 | 10 | VE |
| Dél-Korea (Kim)           | 0 | 0 | 0 | 1 | 1 | 0 | 0 | 2 | 2 | 1  | 7  |
| Nagy-Britannia (Muirhead) | 0 | 0 | 1 | 0 | 0 | 1 | 2 | 0 | 0 | 0  | 4  |

| Sheet B                   | 1 | 2 | 3 | 4 | 5 | 6 | 7 | 8 | 9 | 10 | 11 | VE |
| Nagy-Britannia (Muirhead) | 0 | 0 | 0 | 2 | 1 | 0 | 0 | 1 | 0 | 2  | 0  | 6  |
| Svédország (Hasselborg)   | 0 | 2 | 1 | 0 | 0 | 1 | 0 | 0 | 2 | 0  | 2  | 8  |

| Sheet A                   | 1 | 2 | 3 | 4 | 5 | 6 | 7 | 8 | 9 | 10 | VE |
| Nagy-Britannia (Muirhead) | 2 | 0 | 0 | 1 | 0 | 2 | 0 | 1 | 0 | 2  | 8  |
| Svájc (Tirinzoni)         | 0 | 0 | 2 | 0 | 1 | 0 | 2 | 0 | 2 | 0  | 7  |

| Sheet C                   | 1 | 2 | 3 | 4 | 5 | 6 | 7 | 8 | 9 | 10 | VE |
| Nagy-Britannia (Muirhead) | 1 | 0 | 1 | 1 | 0 | 3 | 0 | 1 | 1 | 0  | 8  |
| Japán (Fudzsiszava)       | 0 | 3 | 0 | 0 | 0 | 0 | 2 | 0 | 0 | 1  | 6  |

| Sheet D                   | 1 | 2 | 3 | 4 | 5 | 6 | 7 | 8 | 9 | 10 | VE |
| Kanada (Homan)            | 0 | 2 | 1 | 0 | 0 | 1 | 0 | 0 | 1 | 0  | 5  |
| Nagy-Britannia (Muirhead) | 1 | 0 | 0 | 1 | 0 | 0 | 0 | 2 | 0 | 2  | 6  |

Elődöntő
| Sheet C                   | 1 | 2 | 3 | 4 | 5 | 6 | 7 | 8 | 9 | 10 | VE |
| Svédország (Hasselborg)   | 0 | 2 | 0 | 1 | 0 | 2 | 3 | 0 | 2 | X  | 10 |
| Nagy-Britannia (Muirhead) | 0 | 0 | 1 | 0 | 2 | 0 | 0 | 2 | 0 | X  | 5  |

Bronzmérkőzés
| Sheet B                   | 1 | 2 | 3 | 4 | 5 | 6 | 7 | 8 | 9 | 10 | VE |
| Nagy-Britannia (Muirhead) | 1 | 0 | 1 | 0 | 1 | 0 | 0 | 0 | 0 | 0  | 3  |
| Japán (Fudzsiszava)       | 0 | 1 | 0 | 1 | 0 | 0 | 0 | 1 | 1 | 1  | 5  |

| Csapat         | Helyezés |
| -------------- | -------- |
| Nagy-Britannia | 4.       |

## Műkorcsolya
| Versenyző                      | Versenyszám | Rövid program | Rövid program | Kűr    | Kűr   | Összesítés | Összesítés |
| Versenyző                      | Versenyszám | Pont          | Hely.         | Pont   | Hely. | Pont       | Helyezés   |
| ------------------------------ | ----------- | ------------- | ------------- | ------ | ----- | ---------- | ---------- |
| Nicholas Buckland Penny Coomes | Jégtánc     | 68,36         | 10.           | 101,96 | 10.   | 170,32     | 11.        |

## Rövidpályás gyorskorcsolya
Férfi
| Versenyző       | Versenyszám | Előfutam | Előfutam | Negyeddöntő | Negyeddöntő | Elődöntő | Elődöntő | B döntő | B döntő | Döntő   | Döntő   | Helyezés |
| Versenyző       | Versenyszám | Idő      | Hely.    | Idő         | Hely.       | Idő      | Hely.    | Idő     | Hely.   | Idő     | Hely.   | Helyezés |
| --------------- | ----------- | -------- | -------- | ----------- | ----------- | -------- | -------- | ------- | ------- | ------- | ------- | -------- |
| Joshua Cheetham | 1000 m      | 1:26,223 | 3.       | kiesett     | kiesett     | kiesett  | kiesett  | kiesett | kiesett | kiesett | kiesett | 23.      |
| Farrell Treacy  | 1000 m      | 1:26,762 | 2.       | 1:25,080    | 4.          | kiesett  | kiesett  | kiesett | kiesett | kiesett | kiesett | 14.      |
| Farrell Treacy  | 1500 m      | —        | 6.       |             |             | kiesett  | kiesett  | kiesett | kiesett | kiesett | kiesett | 33.      |

Női
| Versenyző           | Versenyszám | Előfutam | Előfutam | Negyeddöntő | Negyeddöntő | Elődöntő | Elődöntő | B döntő | B döntő | Döntő    | Döntő   | Helyezés |
| Versenyző           | Versenyszám | Idő      | Hely.    | Idő         | Hely.       | Idő      | Hely.    | Idő     | Hely.   | Idő      | Hely.   | Helyezés |
| ------------------- | ----------- | -------- | -------- | ----------- | ----------- | -------- | -------- | ------- | ------- | -------- | ------- | -------- |
| Elise Christie      | 500 m       | 42,872   | 1.       | 42,703      | 1.          | 43,184   | 2.       |         |         | 1:23,063 | 4.      | 4.       |
| Elise Christie      | 1000 m      | kizárták | kizárták | kiesett     | kiesett     | kiesett  | kiesett  | kiesett | kiesett | kiesett  | kiesett | –        |
| Elise Christie      | 1500 m      | 2:29,316 | 1.       |             |             | kizárták | kizárták | kiesett | kiesett | kiesett  | kiesett | 17.      |
| Charlotte Gilmartin | 500 m       | kizárták | kizárták | kiesett     | kiesett     | kiesett  | kiesett  | kiesett | kiesett | kiesett  | kiesett | –        |
| Charlotte Gilmartin | 1000 m      | 1:32,899 | 3.       | kiesett     | kiesett     | kiesett  | kiesett  | kiesett | kiesett | kiesett  | kiesett | 23.      |
| Charlotte Gilmartin | 1500 m      | 2:29,005 | 3.       |             |             | 3:00,691 | 5.       | kiesett | kiesett | kiesett  | kiesett | 14.      |
| Kathryn Thomson     | 500 m       | 1:08,896 | 3.       | kiesett     | kiesett     | kiesett  | kiesett  | kiesett | kiesett | kiesett  | kiesett | 24.      |
| Kathryn Thomson     | 1000 m      | 1:32,150 | 4.       | kiesett     | kiesett     | kiesett  | kiesett  | kiesett | kiesett | kiesett  | kiesett | 25.      |
| Kathryn Thomson     | 1500 m      | 2:32,891 | 4.       |             |             | kiesett  | kiesett  | kiesett | kiesett | kiesett  | kiesett | 25.      |

## Síakrobatika
Ugrás
| Versenyző     | Versenyszám | Selejtező  | Selejtező  | Selejtező  | Selejtező  | Döntő      | Döntő      | Döntő      | Döntő      | Döntő      | Helyezés |
| Versenyző     | Versenyszám | 1. forduló | 1. forduló | 2. forduló | 2. forduló | 1. forduló | 1. forduló | 2. forduló | 2. forduló | 3. forduló | Helyezés |
| Versenyző     | Versenyszám | Pont       | Hely.      | Pont       | Hely.      | Pont       | Hely.      | Pont       | Hely.      | Pont       | Helyezés |
| ------------- | ----------- | ---------- | ---------- | ---------- | ---------- | ---------- | ---------- | ---------- | ---------- | ---------- | -------- |
| Lloyd Wallace | Férfi       | 73,06      | 24.        | 100,03     | 14.        | kiesett    | kiesett    | kiesett    | kiesett    | kiesett    | 20.      |

Félcső
| Versenyző                  | Versenyszám | Selejtező | Selejtező | Selejtező     | Selejtező | Döntő    | Döntő    | Döntő    | Döntő         | Döntő    |
| Versenyző                  | Versenyszám | 1. futam  | 2. futam  | Jobb eredmény | Hely.     | 1. futam | 2. futam | 3. futam | Jobb eredmény | Helyezés |
| -------------------------- | ----------- | --------- | --------- | ------------- | --------- | -------- | -------- | -------- | ------------- | -------- |
| Murray Buchan              | Férfi       | 66,00     | 65,40     | 66,00         | 14.       | kiesett  | kiesett  | kiesett  | kiesett       | kiesett  |
| Alexander Glavatsky-Yeadon | Férfi       | 10,80     | 15,00     | 15,00         | 26.       | kiesett  | kiesett  | kiesett  | kiesett       | kiesett  |
| Peter Speight              | Férfi       | 3,80      | 64,60     | 64,60         | 15.       | kiesett  | kiesett  | kiesett  | kiesett       | kiesett  |
| Rowan Cheshire             | Női         | 74,00     | 71,40     | 74,00         | 9.        | 75,40    | 17,80    | 13,60    | 75,40         | 7.       |
| Molly Summerhayes          | Női         | 60,80     | 66,00     | 66,00         | 17.       | kiesett  | kiesett  | kiesett  | kiesett       | kiesett  |

Krossz
| Versenyző       | Versenyszám | Selejtező | Selejtező | Nyolcaddöntő | Negyeddöntő | Elődöntő | Döntő    | Helyezés |
| Versenyző       | Versenyszám | Idő       | Hely.     | Helyezés     | Helyezés    | Helyezés | Helyezés | Helyezés |
| --------------- | ----------- | --------- | --------- | ------------ | ----------- | -------- | -------- | -------- |
| Emily Sarsfield | Női         | 1:18,25   | 22.       | 2.           | 4.          | kiesett  | kiesett  | 16.      |

Slopestyle
| Versenyző         | Versenyszám | Selejtező | Selejtező | Selejtező     | Selejtező | Döntő    | Döntő    | Döntő    | Döntő         | Döntő    |
| Versenyző         | Versenyszám | 1. futam  | 2. futam  | Jobb eredmény | Hely.     | 1. futam | 2. futam | 3. futam | Jobb eredmény | Helyezés |
| ----------------- | ----------- | --------- | --------- | ------------- | --------- | -------- | -------- | -------- | ------------- | -------- |
| Tyler Harding     | Férfi       | 20,00     | 21,00     | 21,00         | 29.       | kiesett  | kiesett  | kiesett  | kiesett       | kiesett  |
| James Woods       | Férfi       | 90,20     | 19,60     | 90,20         | 8.        | 29,20    | 91,00    | 90,00    | 91,00         | 4.       |
| Isabel Atkin      | Női         | 13,20     | 86,80     | 86,80         | 4.        | 68,40    | 79,40    | 84,60    | 84,60         |          |
| Katie Summerhayes | Női         | 75,80     | 77,60     | 77,60         | 10.       | 61,40    | 71,40    | 23,20    | 71,40         | 7.       |

## Sífutás
Távolsági
Férfi
| Versenyző       | Versenyszám | Klasszikus | Klasszikus | Szabad  | Szabad | Összesen  | Összesen |
| Versenyző       | Versenyszám | Idő        | Hely.      | Idő     | Hely.  | Idő       | Helyezés |
| --------------- | ----------- | ---------- | ---------- | ------- | ------ | --------- | -------- |
| Andrew Musgrave | 15 km       |            |            |         |        | 35:51,0   | 27.      |
| Andrew Musgrave | 30 km       | 40:34,9    | 12.        | 35:38,9 | 9.     | 1:16:45,7 | 7.       |
| Andrew Musgrave | 50 km       |            |            |         |        | 2:20:57,9 | 34.      |
| Callum Smith    | 15 km       |            |            |         |        | 38:20,9   | 71.      |
| Callum Smith    | 30 km       | 44:47,1    | 61.        | 38:29,6 | 45.    | 1:23:49,9 | 54.      |
| Callum Smith    | 50 km       |            |            |         |        | 2:27:56,3 | 50.      |
| Andrew Young    | 15 km       |            |            |         |        | 37:13,1   | 54.      |

Női
| Versenyző     | Versenyszám | Klasszikus | Klasszikus | Szabad  | Szabad | Összesen | Összesen |
| Versenyző     | Versenyszám | Idő        | Hely.      | Idő     | Hely.  | Idő      | Helyezés |
| ------------- | ----------- | ---------- | ---------- | ------- | ------ | -------- | -------- |
| Annika Taylor | 10 km       |            |            |         |        | 30:52,9  | 75.      |
| Annika Taylor | 15 km       | 25:08,0    | 60.        | 22:29,6 | 59.    | 48:09,1  | 60.      |

Sprint
| Versenyző                    | Versenyszám         | Selejtező | Selejtező | Negyeddöntő | Negyeddöntő | Elődöntő | Elődöntő | Döntő   | Helyezés |
| Versenyző                    | Versenyszám         | Idő       | Hely.     | Idő         | Hely.       | Idő      | Hely.    | Idő     | Helyezés |
| ---------------------------- | ------------------- | --------- | --------- | ----------- | ----------- | -------- | -------- | ------- | -------- |
| Andrew Young                 | Férfi egyéni sprint | 3:21,50   | 43.       | kiesett     | kiesett     | kiesett  | kiesett  | kiesett | 43.      |
| Andrew Musgrave Andrew Young | Férfi csapatsprint  |           |           |             |             | 16:30,62 | 6.       | kiesett | 12.      |

## Snowboard
Akrobatika
Férfi
| Versenyző      | Versenyszám | Selejtező | Selejtező | Selejtező     | Selejtező | Döntő    | Döntő    | Döntő    | Döntő         | Helyezés |
| Versenyző      | Versenyszám | 1. futam  | 2. futam  | Jobb eredmény | Hely.     | 1. futam | 2. futam | 3. futam | Jobb eredmény | Helyezés |
| -------------- | ----------- | --------- | --------- | ------------- | --------- | -------- | -------- | -------- | ------------- | -------- |
| Rowan Coultas  | Big air     | 81,00     | 84,50     | 84,50         | 8.        | kiesett  | kiesett  | kiesett  | kiesett       | 17.      |
| Rowan Coultas  | Slopestyle  | 23,20     | 23,58     | 23,58         | 18.       | kiesett  | kiesett  | kiesett  | kiesett       | 33.      |
| Billy Morgan   | Big air     | 87,50     | 90,50     | 90,50         | 6.        | –        | 82,50    | 85,50    | 168,00        |          |
| Billy Morgan   | Slopestyle  | 56,40     | 37,55     | 56,40         | 10.       | kiesett  | kiesett  | kiesett  | kiesett       | 22.      |
| Jamie Nicholls | Big air     | 30,00     | 81,25     | 81,25         | 11.       | kiesett  | kiesett  | kiesett  | kiesett       | 23.      |
| Jamie Nicholls | Slopestyle  | 71,56     | 36,90     | 71,56         | 8.        | kiesett  | kiesett  | kiesett  | kiesett       | 16.      |

Női
| Versenyző    | Versenyszám | Selejtező | Selejtező | Selejtező     | Selejtező | Döntő    | Döntő    | Döntő    | Döntő         | Helyezés |
| Versenyző    | Versenyszám | 1. futam  | 2. futam  | Jobb eredmény | Hely.     | 1. futam | 2. futam | 3. futam | Jobb eredmény | Helyezés |
| ------------ | ----------- | --------- | --------- | ------------- | --------- | -------- | -------- | -------- | ------------- | -------- |
| Aimee Fuller | Big air     | 25,00     | 14,25     | 25,00         | 25.       | kiesett  | kiesett  | kiesett  | kiesett       | 25.      |
| Aimee Fuller | Slopestyle  | törölve   | törölve   | törölve       | törölve   | 34,63    | 41,43    | törölve  | 41,43         | 17.      |

Snowboard cross
| Versenyző          | Versenyszám | Selejtező | Selejtező | Selejtező | Selejtező | Selejtező     | Selejtező | Nyolcaddöntő | Negyeddöntő | Elődöntő | Döntő    | Helyezés |
| Versenyző          | Versenyszám | 1. futam  | 1. futam  | 2. futam  | 2. futam  | Jobb eredmény | Kiemelés  | Nyolcaddöntő | Negyeddöntő | Elődöntő | Döntő    | Helyezés |
| Versenyző          | Versenyszám | Idő       | Hely.     | Idő       | Hely.     | Jobb eredmény | Kiemelés  | Helyezés     | Helyezés    | Helyezés | Helyezés | Helyezés |
| ------------------ | ----------- | --------- | --------- | --------- | --------- | ------------- | --------- | ------------ | ----------- | -------- | -------- | -------- |
| Zoe Gillings-Brier | Női         | 1:20,99   | 14.       | 1:20,84   | 5.        | 1:20,84       | 17.       | 4.           | kiesett     | kiesett  | kiesett  | 13.      |

## Szánkó
| Versenyző         | Versenyszám | 1. futam | 1. futam | 2. futam | 2. futam | 3. futam | 3. futam | 4. futam | 4. futam | Összesítés | Összesítés |
| Versenyző         | Versenyszám | Idő      | Hely.    | Idő      | Hely.    | Idő      | Hely.    | Idő      | Hely.    | Idő        | Helyezés   |
| ----------------- | ----------- | -------- | -------- | -------- | -------- | -------- | -------- | -------- | -------- | ---------- | ---------- |
| Adam Rosen        | Férfi egyes | 48,477   | 25.      | 48,410   | 23.      | 48,280   | 23.      | kiesett  | kiesett  | 2:25,167   | 22.        |
| Rupert Staudinger | Férfi egyes | 49,626   | 33.      | 49,259   | 35.      | 48,957   | 32.      | kiesett  | kiesett  | 2:27,842   | 33.        |

## Szkeleton
| Versenyző         | Versenyszám | 1. futam | 1. futam | 2. futam | 2. futam | 3. futam | 3. futam | 4. futam | 4. futam | Összesítés | Összesítés |
| Versenyző         | Versenyszám | Idő      | Hely.    | Idő      | Hely.    | Idő      | Hely.    | Idő      | Hely.    | Idő        | Helyezés   |
| ----------------- | ----------- | -------- | -------- | -------- | -------- | -------- | -------- | -------- | -------- | ---------- | ---------- |
| Dominic Parsons   | Férfi       | 50,85    | 5.       | 50,41    | 3.       | 50,33    | 3.       | 50,61    | 3.       | 3:22,20    |            |
| Jerry Rice        | Férfi       | 51,06    | 11.      | 51,15    | 13.      | 51,04    | 11.      | 50,99    | 10.      | 3:24,24    | 10.        |
| Laura Deas        | Női         | 52,00    | 6.       | 52,03    | 2.       | 51,96    | 5.       | 51,91    | 5.       | 3:27,90    |            |
| Elizabeth Yarnold | Női         | 51,66    | 1.       | 52,30    | 9.       | 51,86    | 2.       | 51,46    | 1.       | 3:27,28    |            |